# 仙台国際空港
仙台国際空港株式会社（せんだいこくさいくうこう、英語: Sendai International Airport Co.,Ltd.）は、仙台空港の運営等を目的に2015年11月2日に設立された株式会社。東急・前田建設工業・豊田通商などが出資する。
2016年7月1日、仙台空港は国管理の空港として、全国で初めて民営化された。

## 概説
仙台空港民営化の過程で、2015年9月11日、国土交通省は仙台空港特定運営事業等における優先交渉権者を東急前田豊通グループとすることを発表した。これを受けて同年11月2日、東急前田豊通グループが同事業を実施する特定目的会社として設立した会社である。同年12月1日、国土交通省と仙台国際空港株式会社との間で実施契約を締結。運営権は22億円で譲渡された。
2016年2月1日、第三セクター企業であった仙台空港ビル株式会社・仙台エアカーゴターミナル株式会社の両社を完全子会社化し、空港ターミナルビル運営と貨物取扱業務を開始。同年6月1日、仙台エアポートサービス株式会社を含めた3社を吸収合併した。同年7月1日より、国が行ってきた滑走路等の維持管理・着陸料の収受等を含む全事業を引き継いだ。

## 事業内容

### 仙台空港ターミナルビルの運営
2016年6月1日の合併により、仙台空港ビル株式会社及び仙台エアポートサービス株式会社から当事業を承継した。
空港ターミナルビルを所有し、航空会社へのカウンターや事務室等の提供、各事業者への事務室・食堂・売店・倉庫などの貸室提供、空港内共用施設・共用設備の提供、旅客への案内サービス・インフォメーションサービス等を主に行い、施設内における広告媒体等の設置（広告宣伝業）、ショッピングアベニュー国内線側（西側）・国内線出発ロビー付近・国内線搭乗待合室内の3つの売店と国際線 出国待合室内の免税店の運営、広告代理業や損害保険代理業、空港敷地内駐車場の経営・管理等も行う。

#### イベント
ターミナルビル南側の吹き抜けや1階到着ロビー、3階フロアでは、夏には七夕飾りの飾り付け、冬にはクリスマスイルミネーションによるライトアップなどが行われる。また、ターミナルビル中央部においてたびたび催し物や展示会等が開催されるほか、屋上展望テラスにおいては年に数回ビアガーデンが開催される。

### 貨物取扱業務
2016年6月1日の合併により、仙台エアカーゴターミナル株式会社から当事業を承継した。空港ターミナルビル西の近隣に位置する航空貨物取扱施設の運営を行っている。

#### 主な施設
- 国際貨物棟
- 航空会社貨物棟 - JALカーゴ・ANAカーゴが入居し、運営する。
- 国内貨物代理店棟
- テント倉庫
- 燻蒸庫
- 冷凍・冷蔵庫